# 謝格扎區

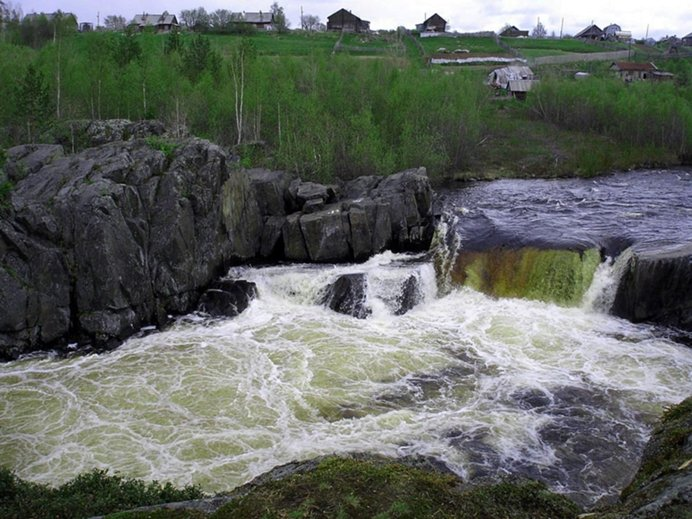

63°44′N 34°19′E / 63.733°N 34.317°E
謝格扎區（俄语：Сегежский район），是俄羅斯的一個區，位於該國西北部，由卡累利阿共和國負責管轄，面積10.700平方公里，2010年人口41,215，人口密度每平方公里3.85人。